# 吹田新選会
吹田新選会（すいたしんせんかい、英語: Suita-Shinsenkai）は、日本の地域政党。大阪府吹田市に基盤を置く。2019年6月時点で、吹田市議会に3名の議員がいた。2023年に吹田党を設立し、吹田新選会は解散した。

## 歴史
2007年、吹田市議会選挙で初当選した神谷宗幣が、市議会で一人会派を立ち上げたのが始まり。2008年7月、同じく当選一回の石川勝が会に参加したため、吹田市議会内の交渉会派に昇格した。
吹田新選会は「親学」を推奨していた。2009年2月、神谷が教育分野への提言団体である「大阪教育維新を市町村からはじめる会」を設立した。この会には橋下徹大阪府知事や府下約20名の若手市議会議員が参加、賛同していた。しかし、週刊文春2012年2月16日号で神谷は橋下を批判した。神谷は、親学の推進を提案したが、橋下に「親学はよそでやって下さい」と断られたことなどを理由に不満を表明した。
2010年6月「龍馬プロジェクト全国会」が設立され神谷が代表に就任した。龍馬プロジェクトとは地方から日本を変えるために、全国の若手政治家らが組織した超党派の政治団体である。また、同年11月12日には地域政党として「龍馬プロジェクト×（かける）吹田新選会」を設立したと発表した。2011年4月24日投開票の吹田市議会選挙では神谷宗幣、後藤恭平、足立将一の3人を擁立し全員が当選した。一方、同日投開票の吹田市長選挙に出馬した石川勝は落選した。
2011年6月、神谷が吹田市議会副議長に就任した。2012年5月、前回の選挙で無所属で当選していた山口克也が合流し所属議員が4名となった。同年11月30日、神谷が任期途中で第46回衆議院議員総選挙出馬を理由に辞職したため所属議員が3名となる。
2015年1月28日、山口克也が離脱。所属議員が2名となる。2015年4月26日実施の第18回統一地方選挙では、後藤恭平、足立将一、石川勝の3人を擁立し、全員が当選した。2017年8月27日、全国の7つの地域政党が加入している地域政党サミットに加入した。
2019年4月21日実施の第19回統一地方選挙では、有澤由真を新たに加え後藤恭平、石川勝の3人が擁立されて全員が当選した。
2019年7月、2017年度の政務活動費に関して住民監査請求を受けた。吹田市監査委員会は、広報紙の印刷費やホームページの経費など約111万円の不適切な支出があったと認定し、同会派に対して返還を求めるよう市長に勧告した。返還勧告の原因として、会派ホームページで政治団体「龍馬プロジェクト」の宣伝、会派への寄付金を募る行為を行っていたことなどが政務活動費の不適切支出と判断された。住民監査請求では、市政との関係性の乏しい自己啓発講座「イシキカイカク大学」の受講費用についても不適切であると指摘されたが、これについては政務活動費の使途基準に反しているとは認められなかった。その後、7月31日に約111万円が自主返納されたことが、8月8日に市監査委員会事務局より公表された。11月、市監査委員会は、2018年度の政務活動費に関しても約81万円の不適切な支出を認定した。
2023年1月、地域政党として吹田党を設立したことを発表。これにより、吹田新選会は解散した。

## 基本政策
- 教育のレベルアップ、子育て支援の充実、産業育成・雇用創出、行政財務改革、生活の質の向上を主な政策目標として掲げている[PR 8]。

## 所属議員
吹田市議会（3名）
- 後藤恭平（3期）
- 石川勝（3期）
- 有澤由真（1期）

前職・元職
- 神谷宗幣（2期）
- 山口克也（2期）
- 足立将一（2期）